# Головкіна Наталія Володимирівна
Наталія Володимирівна Головкіна (народилася 9 жовтня 1975 у м. Харкові, УРСР) — українська бадмінтоністка. Майстер спорту міжнародного класу.
Бадмінтоном почала займатися в 10 років, коли прийшла на секцію бадмінтону на стадіон «Кіровець». Перший тренер — Геннадій Махновський.
Закінчила Харківську державну академію фізичної культури (ХДАФК), диплом магістра, спеціальність «Тренер-викладач з виду спорту».
Чемпіонка України в одиночному розряді (2003), парному розряді (1999, 2000). Учасниця чемпіонату світу 2003, чемпіонатів Європи 2004, 2006.
Переможниця Croatian International в парному розряді (1999), змішаному парному розряді (1999). Переможниця Bulgarian International в змішаному парному розряді (1999, 2003).
Перемагала з такими партнерами як Дмитро Мизніков, Валерій Стрільцов, Наталія Єсипенко (Татранова).
Старша сестра та перший тренер чемпіона України Валерія Атращенкова.